# Westminster, Maryland
Westminster är en stad i den amerikanska delstaten Maryland med en yta av 17,2 km² och en folkmängd, som uppgår till 20 126 invånare (2020). Westminster är administrativ huvudort i Carroll County, Maryland.